# Gelbmöstler

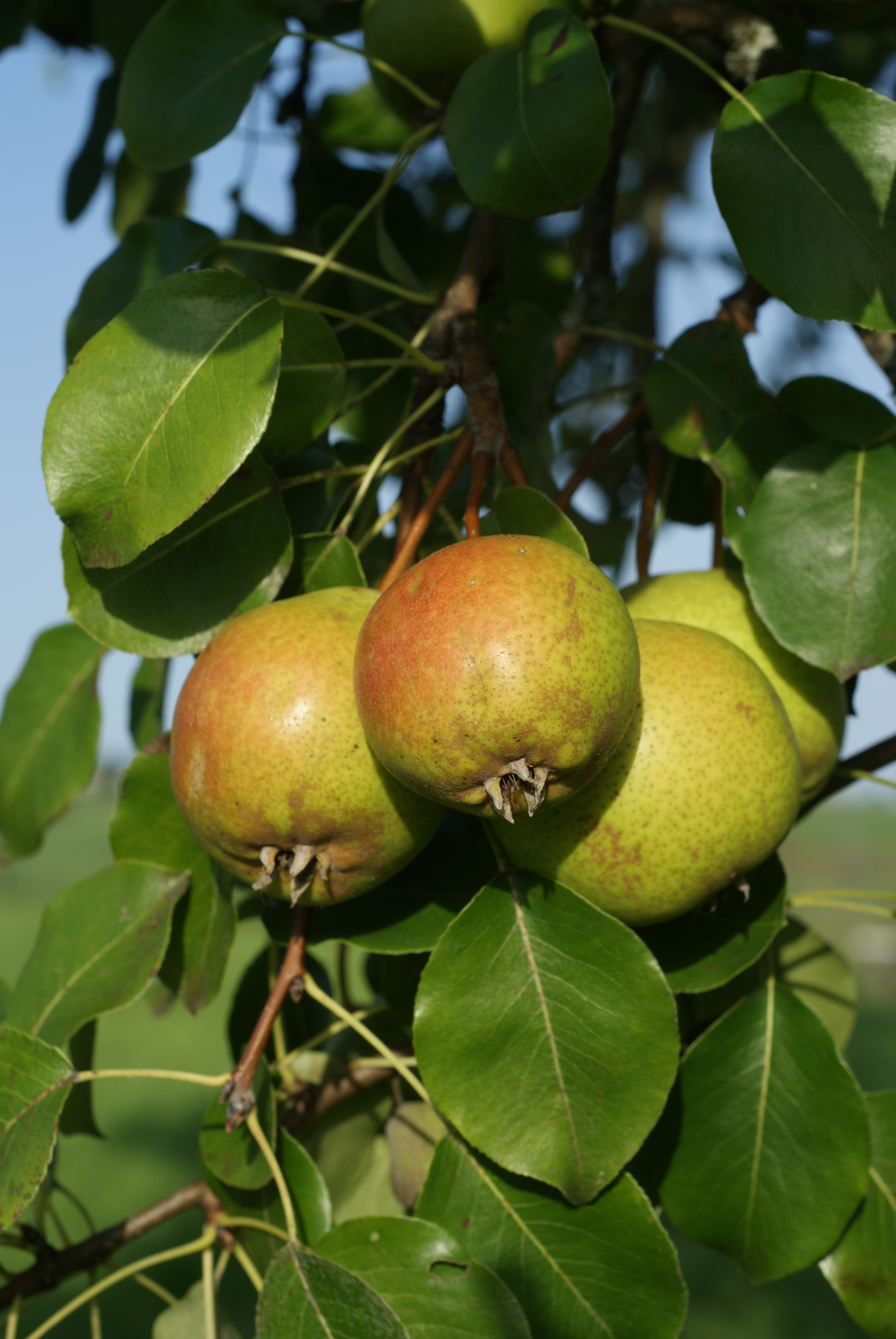
Dank starker Exponierung haben diese Früchte eine intensive Deckfarbe entwickelt

Die Gelbmöstler (auch Möstler, Gälmöstler oder Tropfbirne) ist eine Sorte der Birne (Pyrus communis).

## Synonyme
Synonyme für die Gelbmöstler sind Möstler, Gelbmöstler, Gelbmostler (Österreich), Gälmöstler (Schweiz), Möstler, Tropfbirne, Welsche Bergbirne (deutsches Bodenseeufer und Vorarlberg), Helleger Mostbirne (Vorarlberg).

## Herkunft und Verbreitung
Die Sorte stammt vermutlich aus Bernhardzell, Kanton St. Gallen (Schweiz). Ab 1800 fand sie stärkere Verbreitung, anfangs vor allem in der Nordschweiz, später auch in der Bodenseeregion und der restlichen Schweiz. Um 1870 war sie in den Schweizer Kantonen St. Gallen, Appenzell und Thurgau stark verbreitet. In Österreich wurde die Sorte 1885 eingeführt.

## Baum
Der Baum ist sehr starkwüchsig und gesund. Die Äste sind schlank und gerade und dicht mit Fruchtholz besetzt. Die Sommertriebe sind hellbraun mit vielen weißen Punkten. Die Augen sind stark abstehend. Das Blatt ist mittelgroß, eiförmig-rundlich, fast dunkelgrün, leicht eingesägt oder ganzrandig.
Die Rinde ist aus vielen kleinen Quadrätchen mit abgerundeten Ecken aufgebaut. Anhand dieses Musters lässt sich oft schnell bestimmen, ob es sich um einen Baum der Sorte Gelbmöstler handelt.
Fast alle Bäume weisen den für die Sorte Gelbmöstler charakteristischen Rechtsdrehwuchs auf.

## Frucht
Die Frucht ist klein bis mittelgroß, flach kugelig, mittelbauchig, 40–55 mm hoch, 45–60 mm breit und gegen den Kelch abgerundet. Die Grundfarbe ist grüngelb bis goldgelb. Die Deckfarbe fehlt meist. Selten ist sie leicht rotbraun verwaschen. Die Haut ist glatt und leicht wachsig. Der Stiel ist lang, schwach gekrümmt und an der Wurzel leicht fleischig. Um den Stiel hat es eine mehr oder weniger ausgeprägte Berostung. Der Kelch ist meist noch stärker berostet.
Das Fleisch ist gelblich-weiß und grobkörnig. Meist sind nur wenige schwach ausgeprägte Kerne vorhanden.

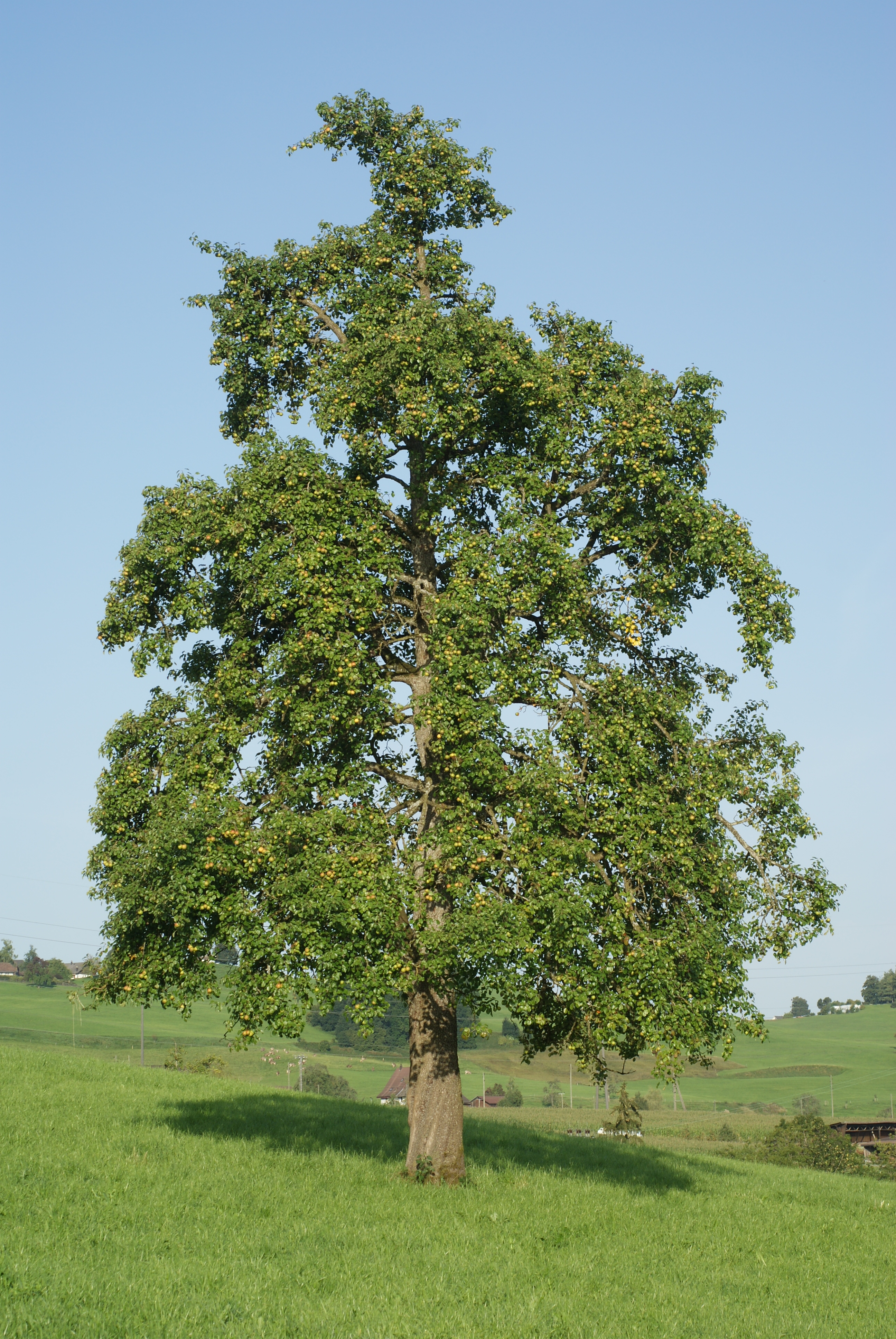
Hochstamm mit Drehwuchs
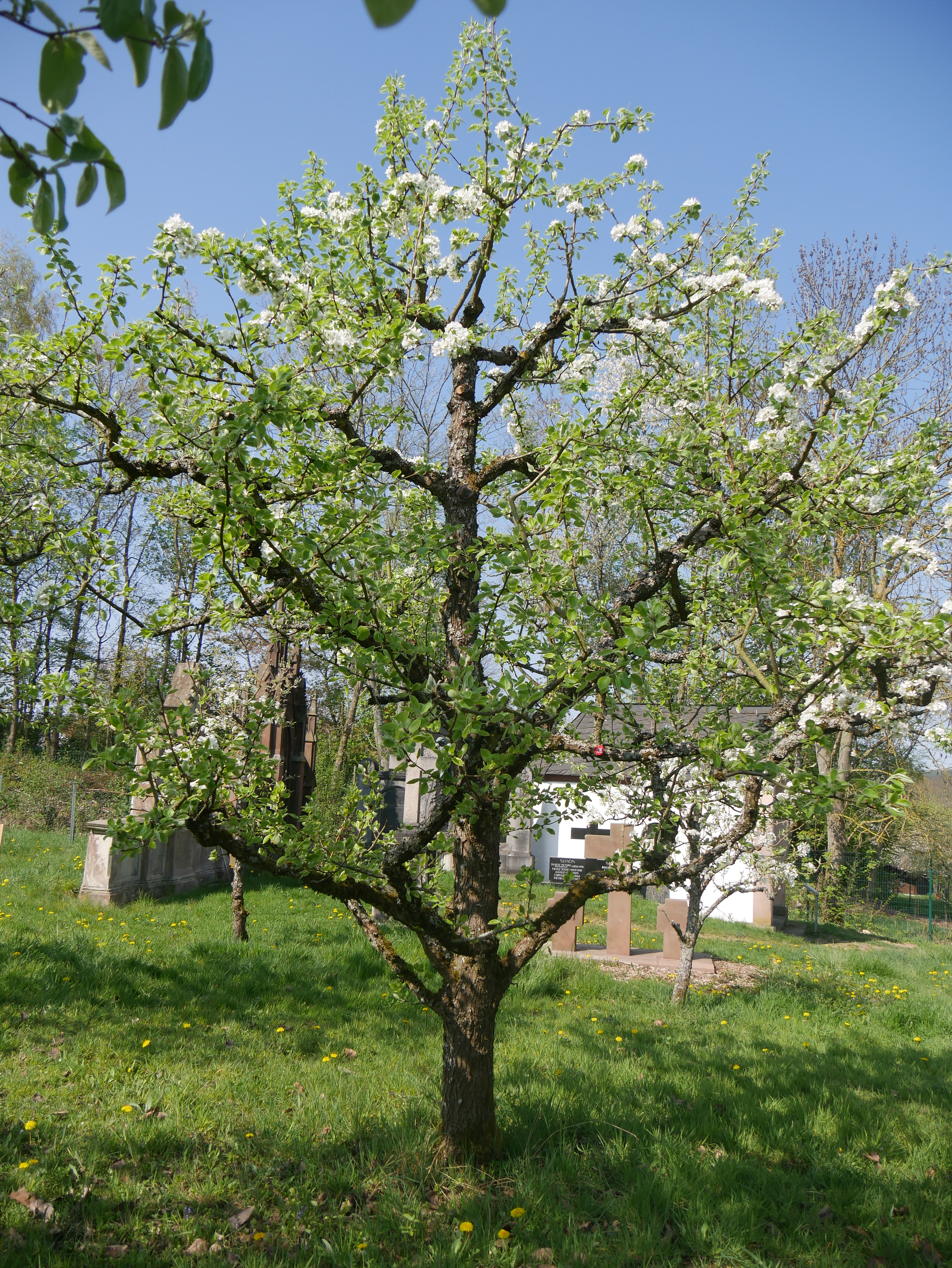
Baum im Obstgarten
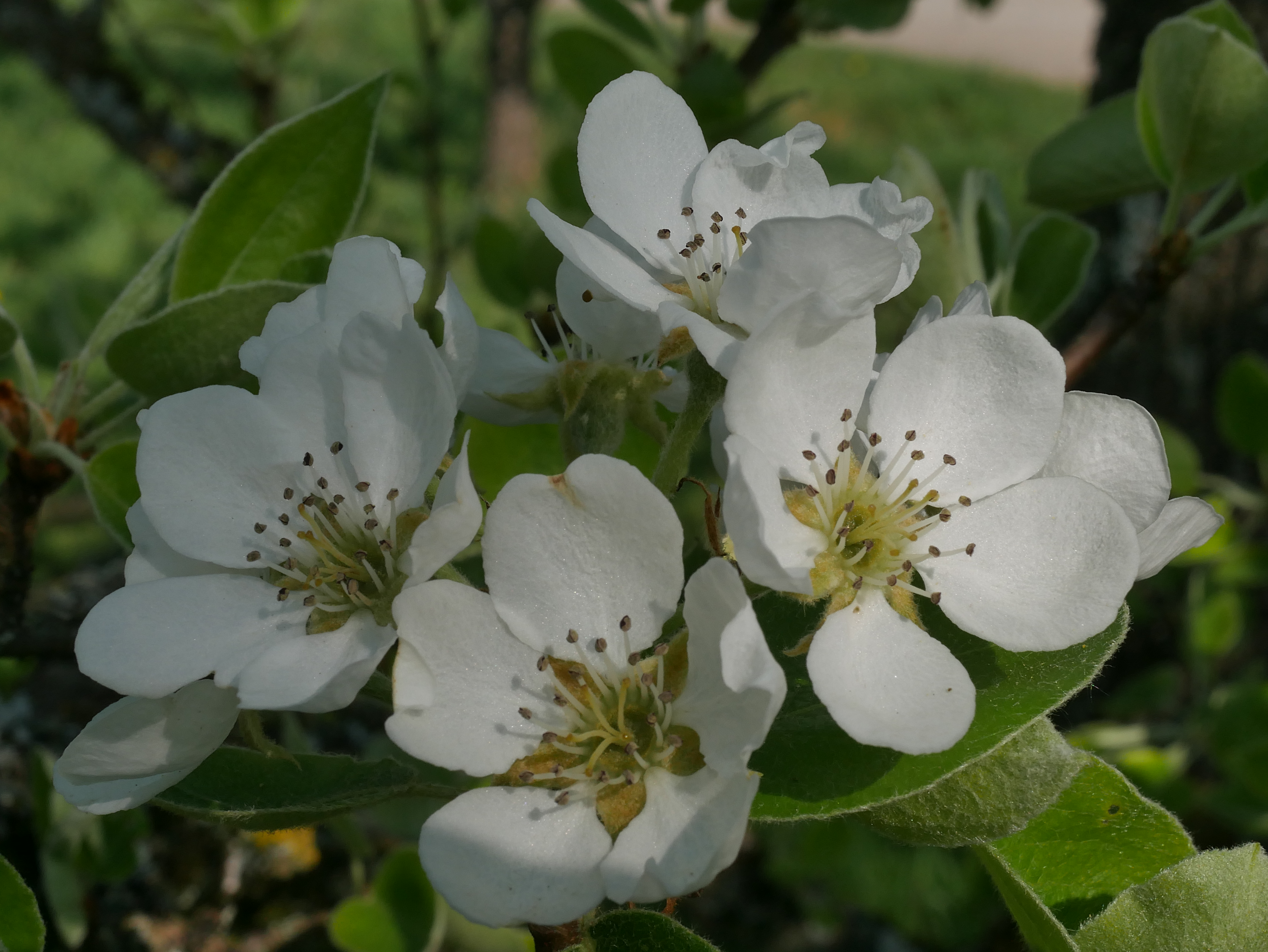
Blütenstand
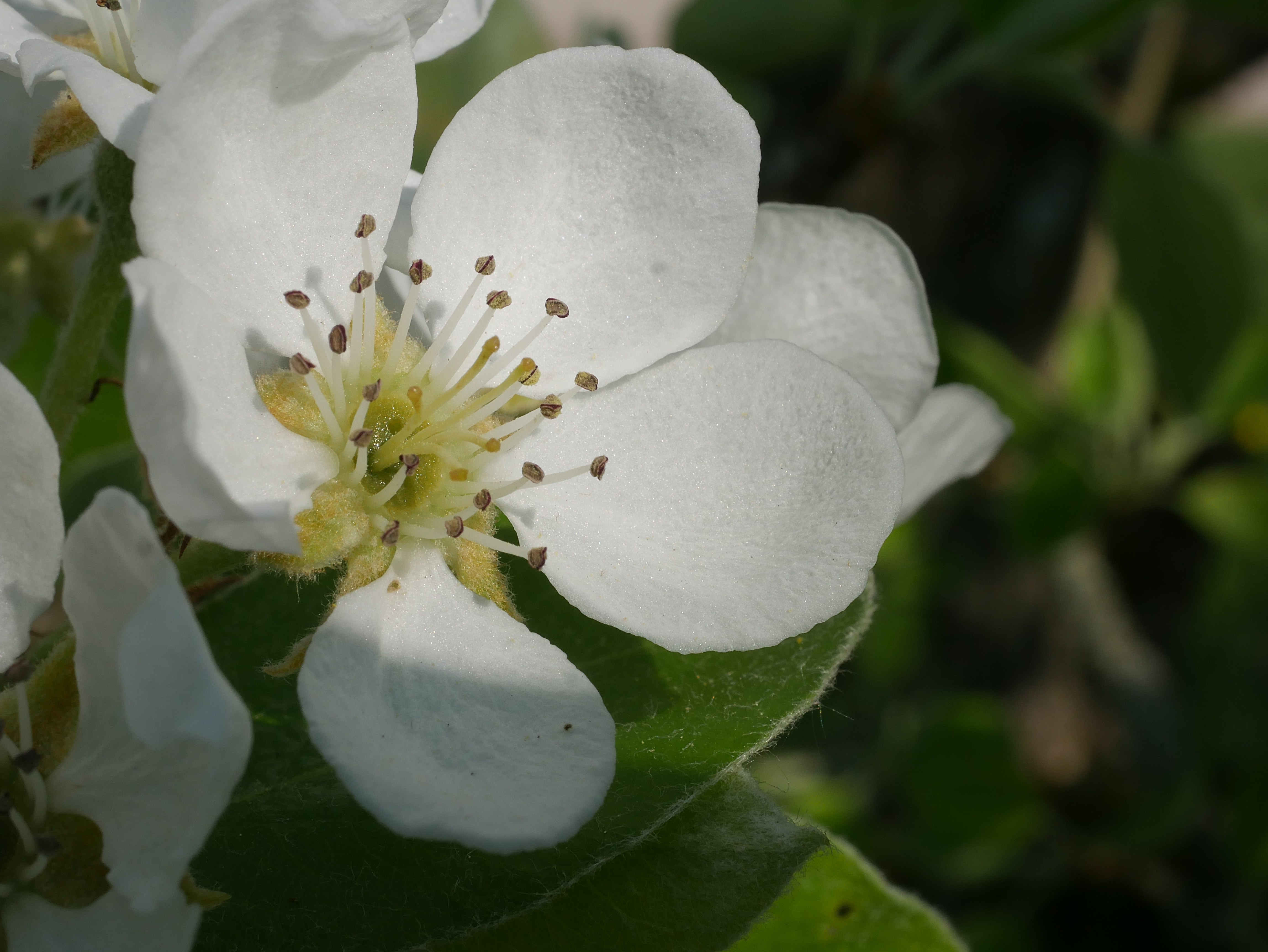
Einzelblüte
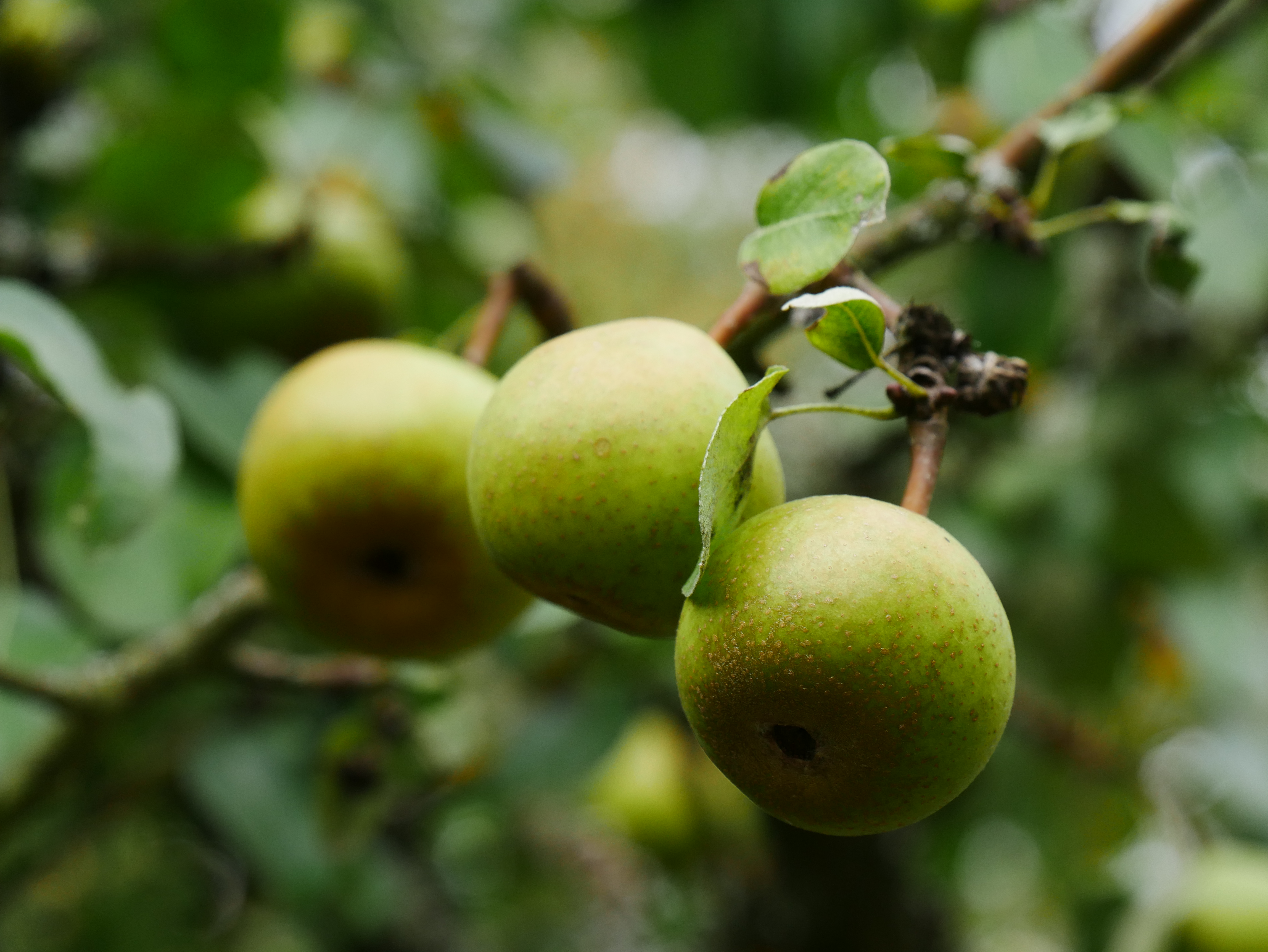
Früchte
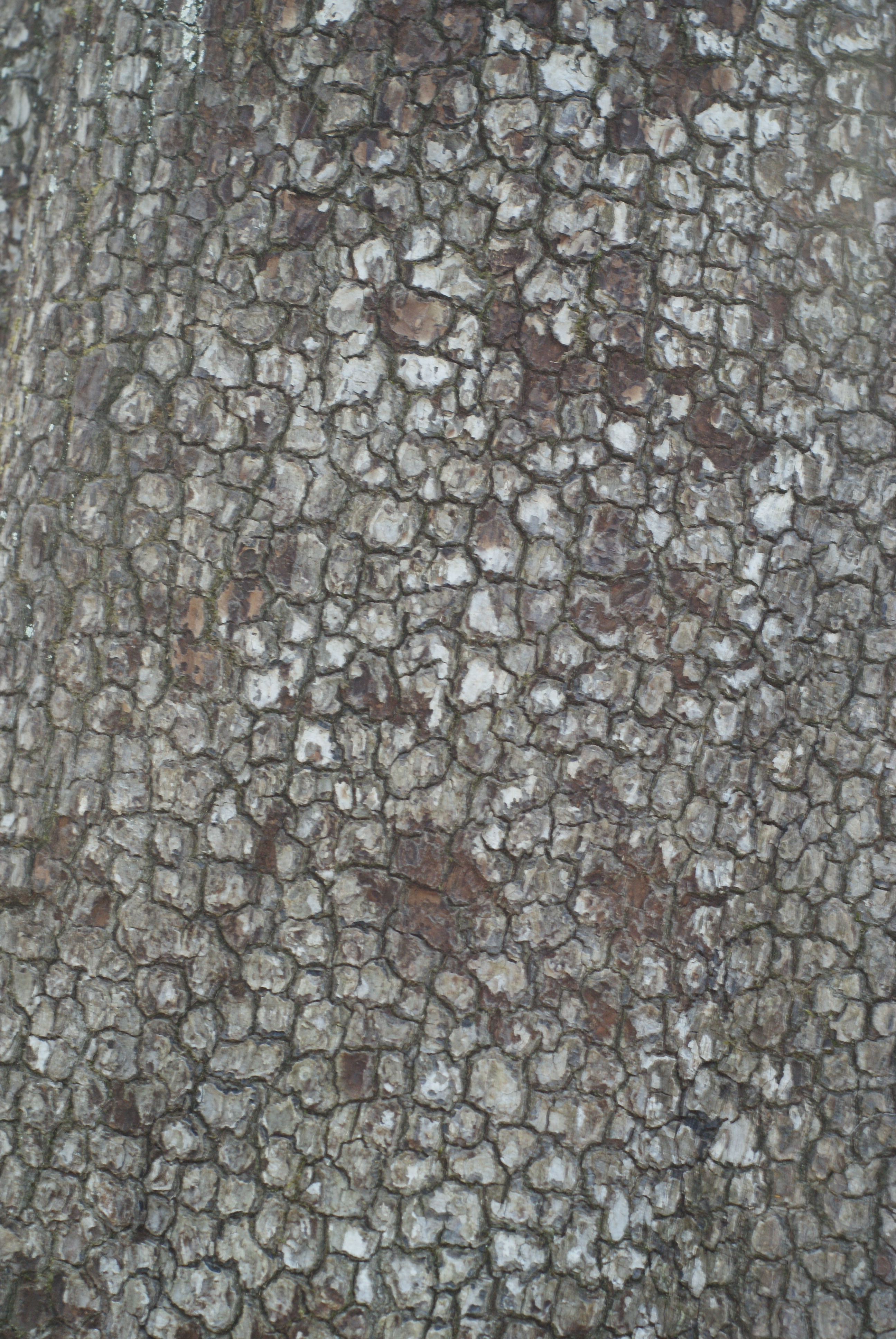
Charakteristisches Rindenmuster

## Nutzung
Die Birne wird ausschließlich zur Mostherstellung verwendet. Sie gibt viel und klaren Most. Allerdings ist dieser etwas herb, weshalb es sich empfiehlt, ihn mit dem Saft einer süßeren Sorte zu mischen.

## Erntezeit und Lagerung
Die Reife erfolgt Mitte September bis Oktober. Die Früchte werden nach und nach reif und fallen vorzeitig vom Baum (sog. Tropfsorte). Daher rührt auch der Name „Tropfler“. Die Früchte müssen vollkommen reif und einige Tage gelagert sein, ehe sie gemostet werden. Sie werden sehr rasch teigig.

## Krankheiten
Die Sorte ist sehr stark anfällig für Feuerbrand. Durch den Feuerbrand verschwindet die Sorte heute in einem rasanten Tempo und ist ihrem ursprünglichen Herkunftsgebiet in der Ostschweiz fast vollständig verschwunden. Besonders die Feuerbrandjahre 2000, 2007, 2008 und 2011 haben zu einem starken Bestandesrückgang geführt. Es wird heute empfohlen, die Sorte nicht mehr zu pflanzen, da sie die Ausbreitung des Feuerbrandes begünstigt.